# آنا شاريهينا
آنا بوريسيفنا شاريهينا (بالأوكرانية: Шаригіна Ганна Борисівна)‏ (مواليد 1978) ناشطة نسوية أوكرانية في مجال LGBT. و مشاركة في تأسيس لجمعية Sphere Women -منظمة نسوية مثلية في خاركيف- وضمن اللجنة المنظمة لمسيرة فخر المثليين في كييف.
شاركت شاريهينا وشريكها فيرا تشيمايجينا في مجتمع LGBT الأوكراني والمنظمات المثلية لأكثر من عقد من الزمان، حيث قاموا بتنظيم مسيرات كييف الأولى من أجل المساواة، وقد كانت مسيرة كييف الثانية للمساواة -التي عقدت في عام 2015- مصحوبة بالشرطة وحصلت على دعم مجموعة من الشخصيات العامة. ومع ذلك استمرت المسيرة 15 دقيقة فقط بسبب العنف اليميني المتطرف ضد المتظاهرين. وأصيب عشرة أشخاص بينهم ضباط في الشرطة يحرسون الحدث.
واجهت حركة شاريهينا النسوية والداعمة لـ LGBT معارضة مستمرة في أوكرانيا. عندما ألقت محاضرة حول حركات LBGT في مكتبة خاركيف كان من الضروري نقل الاجتماع مرتين: أولاً إلى المركز الصحفي في ناكبيلو في خاركيف ثم إلى مركز إيزولياتسيا في كييف، تم الهجوم على مركو برايدهوب في خاركيف من قبل رجال ملثمين معهم قنابل دخان في تموز/يوليو 2018، وتم تخريب المبنى في وقت لاحق مع الكتابة على الجدران ودم الحيوانات. وعلى الرغم من تقديم شكاوى للشرطة وأكثر من 1000 رسالة شكوى موجهة إلى وزير الداخلية أرسين أفاكوف إلا أنه لم يعاقب أحد على هذه الجريمة.
في مارس 2019 كانت شاريهينا من بين أولئك الذين ينظمون أسبوعًا لتضامن المرأة في خاركيف للأسبوع الأول من مارس:
في يناير 2020 انتقدت شاريهينا مايك بومبيو لزيارته أوكرانيا دون مقابلة قادة مجتمع LGBTQ.

## روابط خارجية
- القصة رقم 11. أنا شاريهينا، تحالف جاي أوكرانيا، 25 نوفمبر 2015.
- شانيل جراند، بورتريه : Anna Sharyhina، Militante et directrice de la marche de la fierté LGBT en Ukraine، STOP Homophobie، 5 October 2015.
- Hanna Sokolova،  أنا شاريهينا -مقابلة-ar / «عندما نتنازل، يبدو الأمر كما لو أننا نعترف بأننا لسنا متساوين»: أنا شاريهينا حول النسوية وحقوق المثليين في أوكرانيا، openDemocracy، 22 مايو 2019.